# Nathalie Kriek
Nathalie Kriek (Zaandam, 1972) is een Nederlands auteur, tekstschrijver, tarotist en astroloog.

## Biografie
Kriek groeit op in een familie waar het spiritistische geloof een belangrijke rol speelde. Als 15-jarig meisje leerde ze kaartleggen van haar oma.  In 2003 lanceerde haar eerste website, waar ze naast online tarotconsulten ook een online-tarotcursus aanbood. 
Deze cursus resulteerde in haar eerste boek getiteld De Tarot in het kort, dat in 2004 werd gepubliceerd door uitgeverij Schors. In hetzelfde jaar opende Kriek haar praktijk aan huis waar zij t/m 2014 werkzaam was als tarotiste/therapeute creatieve psychologie, daarnaast begeleidde ze ouders van paranormale kinderen en kinderen met gedragsproblemen.
In 2010 schreef ze een kritisch boek over de gedragsstoornis ADHD, waarin ze beschrijft hoe je met druk en ongeconcentreerd gedrag kunt leren om gaan zonder medicatie.
Naar aanleiding van haar stukken op internet werd ze benaderd door de makers van de documentaireserie Zembla. en werkte ze zowel voor als achter de schermen mee aan de Zembla-documentaire De ADHD Hype, die geproduceerd en geregisseerd werd door Hetty Nietsch.
Na het verschijnen van haar boek 'Het Ouijabord uit de kast... en de paragnost liegtdattiebarst' waarin diverse paranormale verschijnselen psychologisch worden verklaard, keerde Kriek in 2014 het spiritisme en het geloof in het paranormale definitief de rug toe. Ze sloot haar praktijk en startte in 2015 een nieuwe carrière als columniste voor weekblad Panorama.
Sinds 2015 is Kriek de huisastroloog van VROUW/Telegraaf. Sinds 2017 schrijft zij ook de horoscopen voor het magazine van Chantal Janzen: &C.